# 汪寿華
汪 寿華（おう じゅか、1901年 - 1927年4月11日）は、中国共産党の初期における労働運動指導者の一人である。もとの名は何紀元、何今亮と名乗ったときもある。字は介塵。浙江省紹興府諸曁県の出身。
1917年秋、汪寿華は浙江省立第一師範学校を受験し入学、五四運動の影響を受け、マルクス主義を学び始める。1920年、汪寿華は中国共産主義青年団に加入し、次の年にはソビエト連邦における教育のため派遣された。1923年、汪寿華は中国共産党に入党し、1925年には帰国して中国共産党第四次全国代表大会に参加している。その後、汪寿華は上海において労働運動の組織および指導を行い、五・三〇事件の主要な指導者の一人となった。
1927年、汪寿華と周恩来たちは上海労働者の第3回武装蜂起を組織、3月22日、汪寿華は上海の臨時の市政府委員及び上海総工会会長に選出される。
汪寿華は同時に青幇の構成員であり、杜月笙とは個人的な関係が非常に良かった。上海クーデターの前夜、杜月笙は汪寿華を宴会に招待し、汪寿華が杜宅に入ると直ちに殴打し、その意識がはっきりしないまま郊外の楓林橋で生き埋めにした。

## 参考資料
- 新華社 永遠的豊碑-汪寿華